# Чебаны (Кировская область)
 Чебаны  — деревня в Афанасьевском районе Кировской области в составе Гординского сельского поселения.

## География
Расположена на расстоянии примерно 11 км на юг-юго-запад по прямой от центра поселения села  Гордино на правобережье реки Кама.

## История
Известна с 1891 года как починок Чебановский или Чебаны, в 1905 году здесь дворов 9 и жителей 52, в 1926 здесь (деревня Чабаны) хозяйств 12 и жителей 62, в 1950  12 и 39, в 1989 17 жителей. Современное название утвердилось с 1939 года.

## Население
Постоянное население составляло 16 человека (русские 100%) в 2002 году, 15 в 2010.